# Южная Сардиния
Южная Сардиния (итал. Provincia del Sud Sardegna, сард. Provinsa de Sud Sardegna) — провинция в Италии, в области Сардиния.
Площадь территории составляет 6 530 км², численность населения — 340 879 человек (31 декабря 2020).
Административный центр — город Карбония.

## История
Провинция образована законом от 4 февраля 2016 года путём объединения бывших провинций Медио-Кампидано и Карбония-Иглезиас и части провинции Кальяри.

## География
Провинция граничит на юге с метрополитенским городом Кальяри, на северо-западе — с провинцией Ористано, на северо-востоке — с провинцией Нуоро. На юго-западе, западе и востоке омывается водами Средиземного моря.

Карта провинции Южная Сардиния и её коммуны

## Коммуны
Провинция включает 107 коммун: